# Энеида наизнанку
«Энеида наизнанку», «Энеида навыворот» (бел. Энеіда навыварат) — белорусская пародийно-юмористическая бурлескная поэма на сюжет Энеиды Вергилия, датируемая примерно 1820-ми годами. Первое крупное эпическое произведение на белорусском литературном языке нового времени. Циркулировала в списках анонимно, большинство исследователей считает её автором Викентия Ровинского; в прошлом считалась анонимным произведением, среди других предлагавшихся авторов К. Мысловский и И. Маньковский.

## Традиция и содержание
Жыў-быў Эней, дзяцюк хупавы,

Парнюк няўвошта украсіў;

Хоць пан, а ўдаўся нялукавы,

Даступен, весял, неспясіў.

Но грэкі вуйму нарабілі:

Як ляду, Трою ўсю спалілі.

Кашэль ён згробшы – науцёк,

І швыдко зробіўшы чаўнок,

Траянцамі яго набіў

І ў мора з імі ён паплыў.
«Энеида наизнанку» продолжает полуторавековую европейскую традицию ирои-комических «Энеид», начатую во Франции П. Скарроном («Вергилий наизнанку»), продолженную в Австрии А. Блюмауэром и на восточнославянской почве в 1791 году подхваченную на русском языке Н. П. Осиповым («Вергилиева Енеида, вывороченная наизнанку»), а на основе поэмы Осипова в 1798 году И. П. Котляревским («Виргилиева Энеида, на малороссийский язык перелицованная И. Котляревским»).
Белорусская «Энеида» в ряде мест достаточно близко следует за текстом украинской «Энеиды» Котляревского и иногда характеризовалась как вольный её перевод. Как обычно в этой традиции бурлеска, события эпоса Вергилия перенесены в современную простонародную обстановку. Античные боги и троянские герои представлены соответственно как белорусские паны и крестьяне, в текст введены подробные описания национального костюма и пищи. Опытом белорусской «Энеиды» воспользовался, по-видимому, автор другой, более популярной белорусской бурлескной поэмы — «Тарас на Парнасе» (как сейчас считается, им был Константин Вереницын).

## Датировка и история текста
Поэма написана между войной 1812 года (в тексте упоминаются — под прозрачными псевдонимами «Кургузаў» и «Ліпарт» — Кутузов и Наполеон Бонапарт; в поздних списках эти условные имена расшифрованы: «Як ад Кутуза Банапарт») и 1837 годом, когда «Энеида» впервые упоминается. В этом году студент Московского университета А. Ф. Мысловский передал О. М. Бодянскому список фрагмента поэмы (104 строки) на белорусской латинице. Бодянский привёз копию с этого текста в Прагу чешскому слависту П. Й. Шафарику, переведя латиницу в кириллицу, не везде корректно. Шафарику принадлежит первое упоминание «Энеиды» в печати — в книге «Славянская этнография». В 1845 году большой фрагмент поэмы опубликован в журнале «Маяк» при участии известного библиографа Л. А. Кавелина (впоследствии архимандрита Леонида). В 1853 и 1890 в смоленской печати появились публикации наиболее полных списков, восходящих к семейному архиву В. П. Ровинского (первая ещё при его жизни; публикации осуществлялись при участии сына и внука поэта). Как и «Тарас на Парнасе», поэма активно распространялась в списках и устной передаче.
Белорусская «Энеида» или не окончена, или не дошла до нас полностью; в самой полной публикации 300 с лишним строк, они описывают начало странствия Энея, интриги против него Юноны и в его поддержку — Венеры. В различных списках имеются существенные разночтения. Стих «Энеиды» — 4-стопный ямб, однако, в отличие от поэм Блумауэра, Осипова и Котляревского, в дошедшем до нас тексте строфика не выдержана. В разных списках либо текст не делится на строфы, либо пронумерованные отрывки имеют разную длину и рифмовку. Существует версия (М. Хаустович), согласно которой изначальный текст «Энеиды», как и украинской «Энеиды» Котляревского, был написан правильной одической строфой, но затем при записи по памяти подвергся искажению. Указывается, что из строф белорусской «Энеиды» 3 представляют собой правильные одические 10-стишия, а целых 19 (большая часть сохранившегося текста) могут быть сведены к правильным 10-стишиям при помощи минимальных конъектур; остальные фрагменты текста, по Хаустовичу, искажены сильнее.

## Язык
Язык «Энеиды» — северо-восточный белорусский диалект (точная локализация — Витебск или Смоленск — неоднозначна и связана с текстологией и вопросом об авторстве). В дореволюционных изданиях точнее переданы диалектные особенности: иканье, различие твёрдого и мягкого [р] и другие черты, которые в советских изданиях редактировались в соответствии с литературной нормой.

## Авторство
Авторство «Энеиды» в разное время приписывалось витебскому вице-губернатору, публицисту Игнатию Маньковскому (1765—1831), якобы написавшему её ещё в 1790-е годы, или студенту А. Ф. Мысловскому (также из Витебска), впервые сделавшему список «Энеиды» достоянием славистики в 1837 г. В советское время поэма считалась, как и «Тарас на Парнасе», анонимной. Однако наиболее принята в науке гипотеза об авторстве смоленского помещика, офицера, участника войны 1812 г. В. П. Ровинского, из семьи которого происходят наиболее полные списки. Развёрнутая аргументация в поддержку авторства Ровинского принадлежит Е. Ф. Карскому. В пользу этой версии говорит наличие в тексте «Энеиды» топонимов и других реалий, связанных со Смоленской губернией (Щучье, Духовщина, Чижово, ярмарка на «Ушестие»-Вознесение, вяземские пряники), а также лексические особенности. Сторонником авторства Ровинского был филолог Геннадий Васильевич Киселёв, написавший дилогию об авторстве «Энеиды» и «Тараса на Парнасе». Большинство современных учебников и хрестоматий приписывают «Энеиду» В. П. Ровинскому, впрочем, сомнения на этот счёт развеяны не полностью.

## Восприятие в культуре
Тарас Шевченко, познакомившись с поэмой в начале 1840-х годов в Петербурге, отмечал её «чисто белорусский элемент». Максим Богданович, восторженно относившийся к «Тарасу на Парнасе», расценивал «Энеиду» отрицательно и видел в ней «уродливую» попытку помещика (Богданович считал автором Ровинского) посмеяться «не только на белорусском языке, но и над белорусским языком» (ср. схожее отношение некоторых украинских писателей — позднего Шевченко, Кулиша — к Котляревскому).